# FK Vindava
FK Vindava (łot. Futbola Klubs Vindava Ventspils) – łotewski klub piłkarski z siedzibą w Windawie, działający w latach 2007–2009.

## Historia
Klub został założony w 2007 jako FK Vindava na bazie klubu FK Honda (Vindava to dawna nazwa miasta Ventspils). W 2008 debiutował w Virslidze. W 2009 klub został rozwiązany.

## Znani piłkarze
- Valerijus Mižigurskis